# Palais Cambon
Pour les articles homonymes, voir Cambon.
Le palais Cambon est un bâtiment public situé au 13, rue Cambon dans le 1er arrondissement de Paris, a été édifié pour loger la Cour des comptes française.

## Histoire
Après la destruction du palais d'Orsay qui hébergeait la Cour des comptes jusqu'en 1871, et après une très longue série de projets, les travaux commencent en 1898 avec Constant Moyaux comme architecte. Paul Guadet succède à Moyaux à la mort de ce dernier. Ce bâtiment est construit à l'emplacement de l'école de l'Assomption (école municipale de jeunes garçons) et de la caserne de l'Assomption, occupée depuis 1859 par divers services des finances. Ces bâtiments ont eux-mêmes été construits à l'emplacement des bâtiments conventuels de l'ancien couvent de l'Assomption.

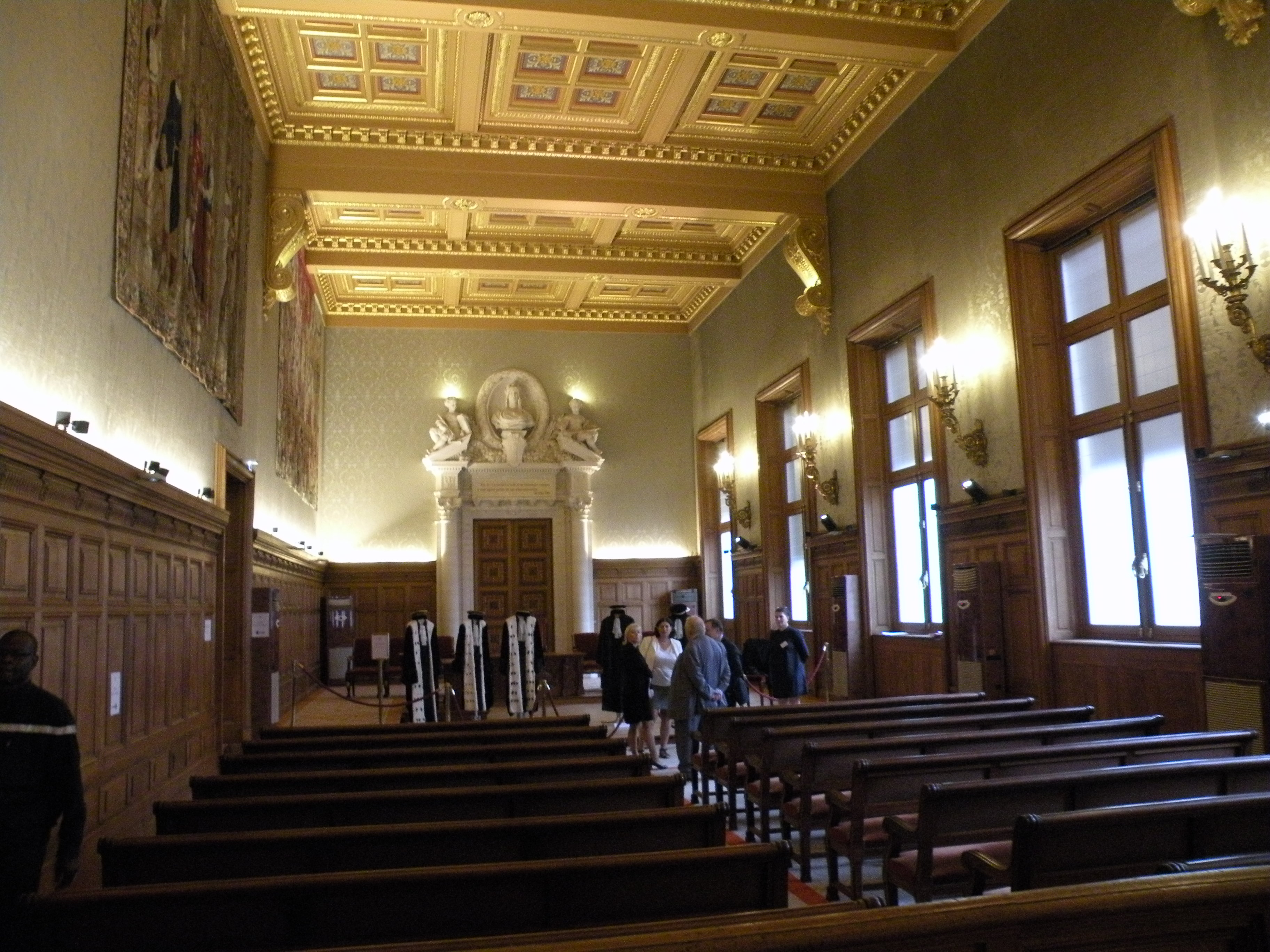
La Grand'chambre de la Cour des Comptes, à l’intérieur du palais.

La Cour s'installe dans les lieux en 1912. Le bâtiment compte cinq étages de hauteurs inégales, qui se développent autour d'une cour intérieure carrée. À l'origine, chaque étage a une affectation différente : au rez-de-chaussée se trouvent les services généraux, au premier étage les bureaux du Premier président et du Parquet général, au deuxième la Grand'Chambre ainsi que les salles de délibérations et les bureaux des conseillers maîtres, aux troisième et quatrième les conseillers référendaires et enfin au cinquième les auditeurs. Son agencement intérieur comprend dès la construction des ascenseurs, des téléphones, des radiateurs et une horloge électrique centralisée. 
Le bâtiment des archives, désormais nommé tour Chicago en hommage à l'école d'architecture qui a inspiré sa conception, a été construit en premier. Sa transformation complète en bureaux s'achève en 2009. Par la suite, la Cour y a adjoint des bâtiments mitoyens ou voisins.
La Cour de discipline budgétaire et financière est également installée au palais Cambon.

## Caractéristiques
Les façades et toitures de tous les bâtiments (à l'exception de celui de 1967 donnant sur la rue Saint-Honoré), ainsi que les pièces à décor du premier étage et l'escalier d'honneur avec sa rampe en fer forgé, ont été inscrits aux monuments historiques par arrêté du 18 mai 1993, modifié par arrêté du 14 mars 2006.
Ce site est desservi par les stations de métro Madeleine, Concorde et Tuileries.